# ゆきち先生
ゆきち先生（ゆきちせんせい、1980年 - ）は、日本の漫画家。東京都出身。立教大学社会学部卒。東京NSC14期生であり、2009年から2011年まで吉本興業でお笑い芸人としても活動していた。

## 来歴
『みこすり半劇場』（ぶんか社）にてデビュー。現在、『みこすり半劇場』『日刊スポーツ新聞』など数誌で4コマ漫画を連載。
東京NSCへ14期生として入学しており、卒業後は2009年から2011年にかけ吉本興業東京本社（東京吉本、厳密には子会社のよしもとクリエイティブ・エージェンシー）所属の吉本芸人としてテレビ番組やお笑いライブで活動していた。
芸人の同期には、あわよくば、ダイタク、りんたろー。（EXIT）、シンレンサイ、井上虫歯二本、アンチエイジ徳泉、なめたらいかんぜよ。MARI、塩見フリーダム、渡辺博基（ドンデコルテ）、カゲヤマ、ネルソンズ、廣瀬優、ソドム、山添寛（相席スタート）、スパイクなどがいる。

## 出演

### 番組
- 「人志松本の○○な話」(フジテレビ)
  - 2011年1月28日放送 - すべらない話に認定され、その日に最も面白かった話にも選ばれた。放送後Googleの急上昇ワードで1位となる。
  - 2011年3月26日放送 - 「人志松本の○○な話　総集編SP」（関東ローカル）
  - 2011年6月17日放送 - 『人志松本のすべらない話20回記念大会!完全予習スペシャル!』（関東ローカル）
  - 2011年6月24日放送 - 「人志松本のすべらない話 第20回記念予選会スペシャル」
- 『オリエンタルラジオのマンガの日』ゲスト出演
- 「R藤本の、水曜はじけてまざれ!」(ニコニコ動画)

### ライブ
- はりけ〜んず前田・バッファロー吾郎木村オタクトークLIVE3 ゲスト出演
- カナリアトークライブ ゲスト

漫画掲載歴
- 雑誌版みこすり半劇場「小料理ママ」「モテろ!おやっさん」
- 東京新聞「都の悩み」
- 日刊スポーツ新聞「しっぽり居酒屋」
- JELLY (雑誌)「漫画コーナー」
- まんがくらぶ
- 漫画サンデー「つやつや庵」

コミックス
- たかの宗美著「有閑みわさん」6巻にゲスト掲載
- みんなのおバカメ~ル350連発!! ぶんか社（イラストのみ）

書籍
- ちょこっと改善が企業を変える（日本経団連出版）